# Charles Thorin
 (mars 2025).
Pour les articles homonymes, voir Thorin (homonymie).
Charles Thorin (né vers 1600, mort à Paris en 1635) est un peintre français du XVIIe siècle.

## Biographie
Peut-être né autour de 1600, il est mentionné une première fois en 1622, exerçant déjà comme peintre à Paris. Il prend à son service plusieurs apprentis à partir de 1624, et demeure dans une maison au bout du Pont Saint-Michel, paroisse Saint-Barthélemy. Il épouse avant 1624 Marie Rollant, avec qui il a sept enfants.
On lui connaît un seul tableau, représentant La Madeleine repentante (1631, Paris, église Saint-Etienne-du-Mont).
Il est inhumé à Paris le 29 novembre 1635.